# Zarina Estrada Fernández
Zarina Estrada Fernández (Ciudad Juárez, 11 de octubre de 1947) es una lingüista y profesora universitaria mexicana. Desde 1973 es docente del Departamento de Letras y Lingüística de la Universidad de Sonora, donde realiza investigaciones sobre las lenguas uto-aztecas del noroeste de México.

## Biografía
Zarina Estrada Fernández nació en Ciudad Juárez, Chihuahua, el 11 de octubre de 1947. Residió en su ciudad natal hasta la conclusión de sus estudios de preparatoria y después pasó un año estudiando inglés en la ciudad aledaña de El Paso, Texas. Posteriormente, se trasladó a la capital mexicana y entre 1966 y 1972 cursó la carrera de Lengua y Literaturas Hispánicas en la Facultad de Filosofía y Letras de la Universidad Nacional Autónoma de México.  Ahí cobró interés por las lenguas indígenas de México después de asistir a las cátedras de náhuatl clásico que Leonardo Manrique impartió en el plan de estudios experimental de la carrera durante 1969.
Ya como egresada, se incorporó como docente de la Universidad de Sonora el 6 de febrero de 1973, al ocupar una plaza vacante en la Escuela de Altos Estudios. Aunque comenzó impartiendo clases de literatura, también promovió el área de lingüística y, poco tiempo después, fue la principal responsable de la creación del programa de la Licenciatura en Lingüística (1978) de esta universidad, con la asesoría de Luis Fernando Lara.
En 1980 asistió a uno de los cursos de verano bianuales de la Linguistic Society of America y entabló lazos profesionales con varios lingüistas, entre ellos Jane H. Hill, Wick R. Miller, Kenneth Hale, Karen Dakin, Talmy Givón, Joan Bybee, Rodolfo Cerrón Palomino y Susan Steele. A partir de entonces, bajo sugerencia de Kenneth Hale, se volcó al estudio del pima bajo, lengua amenazada de los estados de Sonora y Chihuahua, y tomó interés por la tipología lingüística. Más tarde, en 1986, continuó sus estudios de posgrado en la Universidad de Arizona, donde obtuvo los grados de maestría (1989) y doctorado (1991) en lingüística bajo la dirección de Susan Steele.
Actualmente se desempeña como profesora de tiempo completo del Departamento de Literatura y Lingüística de la Universidad de Sonora e imparte cátedra en los programas de Licenciatura y Maestría en Lingüística y de Doctorado en Humanidades de esta universidad.

## Reconocimientos
En 2006 fue reconocida como miembro honorario de la Linguistic Society of America.
El 14 de diciembre de 2017 recibió el Premio Universidad de Sonora a la Trayectoria y Mérito Académico 2017.
El 8 de febrero de 2018 ingresó a la Academia Mexicana de la Lengua como académica correspondiente por la ciudad de Hermosillo, Sonora.

## Publicaciones selectas

### Artículos
- Estrada-Fernández, Zarina (2007). «Cambio lingüístico y contacto entre lenguas: Gramaticalización de verbos auxiliares en pima bajo». UniverSOS: Revista de lenguas indígenas y universos culturales 4: 91-114. ISSN 1698-6083.
- Estrada-Fernández, Zarina (2011). «Marcadores discursivos: Continuidad referencial y temporal en pima bajo». LIAMES: Línguas Indígenas Americanas 11 (1). ISSN 2177-7160. doi:10.20396/liames.v0i11.1499.

### Capítulos de libros
- Estrada-Fernández, Zarina; Guerrero, Lilián (2007). «Grammatical borrowing in Yaqui».  En Matras, Yaron; Sakel, Jeanette, eds. Grammatical borrowing in cross-linguistic perspective. Berlín: De Gruyter Mouton. pp. 419-434. ISBN 978-3-11-019628-3. doi:10.1515/9783110199192.
- Estrada-Fernández, Zarina (2010). «Combinación de cláusulas en pima bajo».  En Estrada-Fernández, Zarina; Arzápalo Marín, Ramón, eds. Estudios en lenguas amerindias 2: Contribuciones al estudio de las lenguas originarias de América. Hermosillo: Universidad de Sonora. pp. 133-160. ISBN 978-607-778263-6.

### Libros
- Estrada Fernández, Zarina (1996). Pima Bajo. Languages of the World/Materials (71). Múnich: LINCOM EUROPA. ISBN 9783895860089.
- Estrada Fernández, Zarina (1998). Pima bajo de Yepachi, Chihuahua. Archivo de Lenguas Indígenas de México (21). México: El Colegio de México, Centro de Estudios Lingüísticos y Literarios. ISBN 968-120-817-X.
- Estrada Fernández, Zarina (2009). Yaqui de Sonora. Archivo de Lenguas Indígenas de México (29). México: El Colegio de México, Centro de Estudios Lingüísticos y Literarios. ISBN 978-607-462-041-2.
- Estrada Fernández, Zarina (2014). Gramática de referencia del pima bajo: Vol. 1. Hermosillo: Universidad de Sonora. ISBN 9786075180915.

### Libros en coautoría
- Escalante Hernández, Roberto; Estrada Fernández, Zarina (1993). Textos y gramática del pima bajo. Hermosillo: Universidad de Sonora. ISBN 9686569510.
- Estrada Fernández, Zarina; Buitimea Valenzuela, Crescencio; Gurrola Camacho, Adriana Elizabeth; Castillo Celaya, María Elena; Carlón Flores, Anabela (2004). Diccionario yaqui-español y textos: Obra de preservación lingüística. México: Plaza y Valdés. ISBN 970-689-198-6.
- Buitimea Valenzuela, Crescencio; Estrada Fernández, Zarina; Grageda Bustamante, Aarón; Silva Encinas, Manuel Carlos (2016). Diccionario yaqui de bolsillo: Jiak noki - español, español - jiak noki. Hermosillo: Universidad de Sonora. ISBN 978-607-518-204-9.
- Estrada Fernández, Zarina; Carlón Flores, Anabela; Gutiérrez Estrada, Rebeca (2018). Jeka Aniata jiapsi: Jiak jamutta etejoi. Vida de Jeka Ania: Historia de una mujer yaqui. Hermosillo: Universidad de Sonora. ISBN 978-607-518-297-1.
- Estrada Fernández, Zarina; Silva Encinas, Manuel Carlos; Buitimea Valenzuela, Crescencio; Bejípone Cruz, Melquiades (2021). Jiak noki lutu'uria into tenkui etejoi. Histoiras sobre la cultura y sueños yaquis. Hermosillo: Universidad de Sonora. ISBN 978-607-518-454-8.